# مارغريت فرانسيس اندروز
مارغريت فرانسيس اندروز (بالإنجليزية: Margaret Frances Andrews)‏ هي نجمة اجتماعية أمريكية، ولدت في 1894، وتوفيت في 2 نوفمبر 1945.

## وصلات خارجية
- مارغريت فرانسيس اندروز على موقع IMDb (الإنجليزية)
- مارغريت فرانسيس اندروز على موقع قاعدة بيانات الفيلم (الإنجليزية)